# カリン・クナイスル
カリン・クナイスル (Karin Kneissl、1965年1月18日 – ) は、オーストリアの評論家、ジャーナリスト、政治家、外交官である。オーストリアの外交官を務めたのち、中東、国際法、エネルギー政策の専門家として多くの教育機関で教鞭をとり、メディア出演や著作の出版を行ってきた。
2017年12月、セバスティアン・クルツ政権において外務大臣に登用された。2019年6月に退任後は、2020年からロシアの国営メディアロシア・トゥデイの寄稿者、2021年6月から2022年5月にかけてロシアの国営ガス会社ロスネフチの役員を務めた。
ドイツ語のほか、英語、フランス語、アラビア語に堪能で、スペイン語、イタリア語、ハンガリー語、ヘブライ語も話す。

## 経歴
1965年、ウィーンに生まれ、幼少時はアンマンで過ごした。父はヨルダンのフセイン1世のパイロットでロイヤル・ヨルダン航空の設立にも関わった人物であった。
1983年から1987年までウィーン大学で法学とアラビア語を学んだ。卒業後1988年から1989年までエルサレム・ヘブライ大学大学院で国際関係論、ウルビーノ大学でEU法を学んだ。1989年からはフルブライト研究員としてジョージタウン大学の現代アラブ研究所に所属した。
1990年、オーストリア外務省に入省した。政治部局、国際法部局に所属し、1995年からは外交官としてパリ、マドリードに赴任した。またこの期間、1991年から1992年までフランス国立行政学院へ留学した。1992年にはウィーン大学で「中東の紛争当事国の国境概念」の学位論文で国際法の博士号を取得した。
1998年秋に外務省を退職した。その後フリーランスのジャーナリストおよび評論家として活動、オーストリア放送協会の政治評論番組に出演し知名度を上げた。
またウィーン大学、ウィーン外交アカデミー、欧州ビジネススクール、ベイルート・サン・ジョゼフ大学、オーストリア国防大学校、オーストリア軍士官学校などで講師を務めた。この時期以降、中東情勢、ヒズボラ、エネルギー政策、国際関係論に関する著作を上梓した。
2003年よりオーストリア政治軍事学会（STRATEG）の副会長を務める。

### 政界へ
2005年から2010年まで、バーデン郡の町ザイベルスドルフの議員を務めた。
2014年の著書『Mein Naher Osten』の中で、シオニズムをドイツ民族主義に根差した「血と土」のイデオロギーと表現し物議を醸した。2015年の欧州難民危機の際には、難民のほとんどが経済難民であり、亡命希望者の「80％」が20歳から30歳の若い男性であることを強調し、その原因として、仕事も住居もないために「伝統的な社会での男性としての地位」を得られず結婚もできないからだと説明した。こうした発言は批判を生んだ一方、オーストリアの極右勢力からは支持を得ることとなった。
2016年、オーストリア自由党党首のハインツ＝クリスティアン・シュトラッヘは同年の大統領選候補としてクナイスルの推挙を検討したが、本人の拒否により実現しなかった。

### 外務大臣就任
2017年12月、クナイスルは、オーストリア国民党と自由党の連立によるセバスティアン・クルツ政権において外務大臣に登用された。シュトラッヘ自由党党首の推挙によるこの人事について、クナイスルは「ブルーノ・クライスキー時代の伝統を復活させようとしているのでしょう。クライスキーは、オーストリアの利益を海外に示す方法として、外交の重要性を認識していました」と述べた。
2018年3月、英国ソールズベリーでロシアの元スパイ暗殺未遂事件が発生した。ロシア政府の関与が疑われ、欧州連合はロシアを非難する声明を発表した。ヨーロッパ各国がロシア外交官の国外退去を命じた中で、オーストリアはこれに倣わなかった。その理由としてクナイスルは「ロシアとのチャンネルを開けておく必要がある」と説明したが、連立政権の一翼である自由党がロシアと近いことも要因であると指摘された。
2018年8月、スロベニアとの国境に近い小さな町ガムリッツにおいて、実業家ヴォルフガング・マイリンガーと結婚式を挙げた。この結婚式にはロシア大統領のウラジーミル・プーチンが参列し、共に踊りを披露した。2014年のクリミア併合、マレーシア航空機17便撃墜疑惑、2015年のシリアへの軍事介入に加え、前述の元スパイ暗殺未遂事件などによりロシアに対する警戒感が強まっている中でのことであり、国内外から強い批判を浴びた。
2019年5月、不信任決議によりクルツ政権が倒れ、クナイスルも政務を退くこととなった。

### 大臣退任以降
2020年、クナイスルはロシア・トゥデイへの寄稿を開始した。同年秋にはオーストリアを離れフランスに移住した。その理由として、度重なる脅迫やメディアでの報道を挙げている。また、同年11月よりプーシキン記念ロシア語大学でオンラインロシア語講座の受講を開始した。
2021年3月、ロシアの国営ガス会社ロスネフチの取締役に就任することが報じられた。
2022年2月に開始されたロシアによるウクライナ侵攻後、ロシアに対して多くの経済制裁が行われた。2022年5月にはクナイスルに対しても制裁が検討されているとの報道がなされた。5月下旬、ロスネフチの取締役を辞任した。

## ギャラリー
- リヒテンシュタインのアウレリア・フリック外相と（2018年3月7日）
- イギリスのボリス・ジョンソン外相と（2018年4月16日）
- フェデリカ・モゲリーニ欧州連合外務・安全保障政策上級代表と（2018年5月28日）
- 自身の結婚式でロシアのウラジーミル・プーチン大統領と踊る（2018年8月18日）
- 左からクナイスル、トルコのメヴリュット・チャヴシュオール外相、リヒテンシュタインのアウレリア・フリック外相、ノルウェーのイネ・エリクセン・スールアイデ外相、アンドラのマリア・ウバック・フォン外相（2018年12月6日）